# Stereophyllum decorum
Stereophyllum decorum là một loài Rêu trong họ Stereophyllaceae. Loài này được (Mitt.) Wijk & Margad. miêu tả khoa học đầu tiên năm 1960.